# 大観園

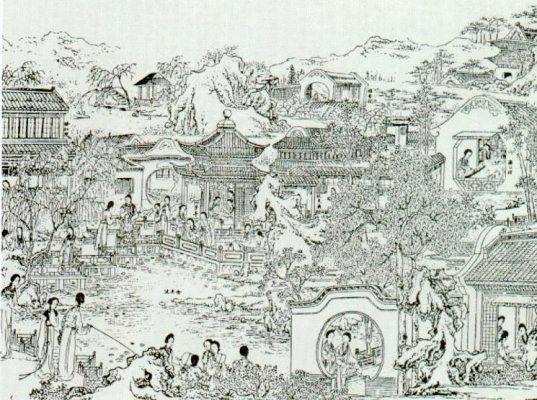
大観園の挿絵（上海、1889年）

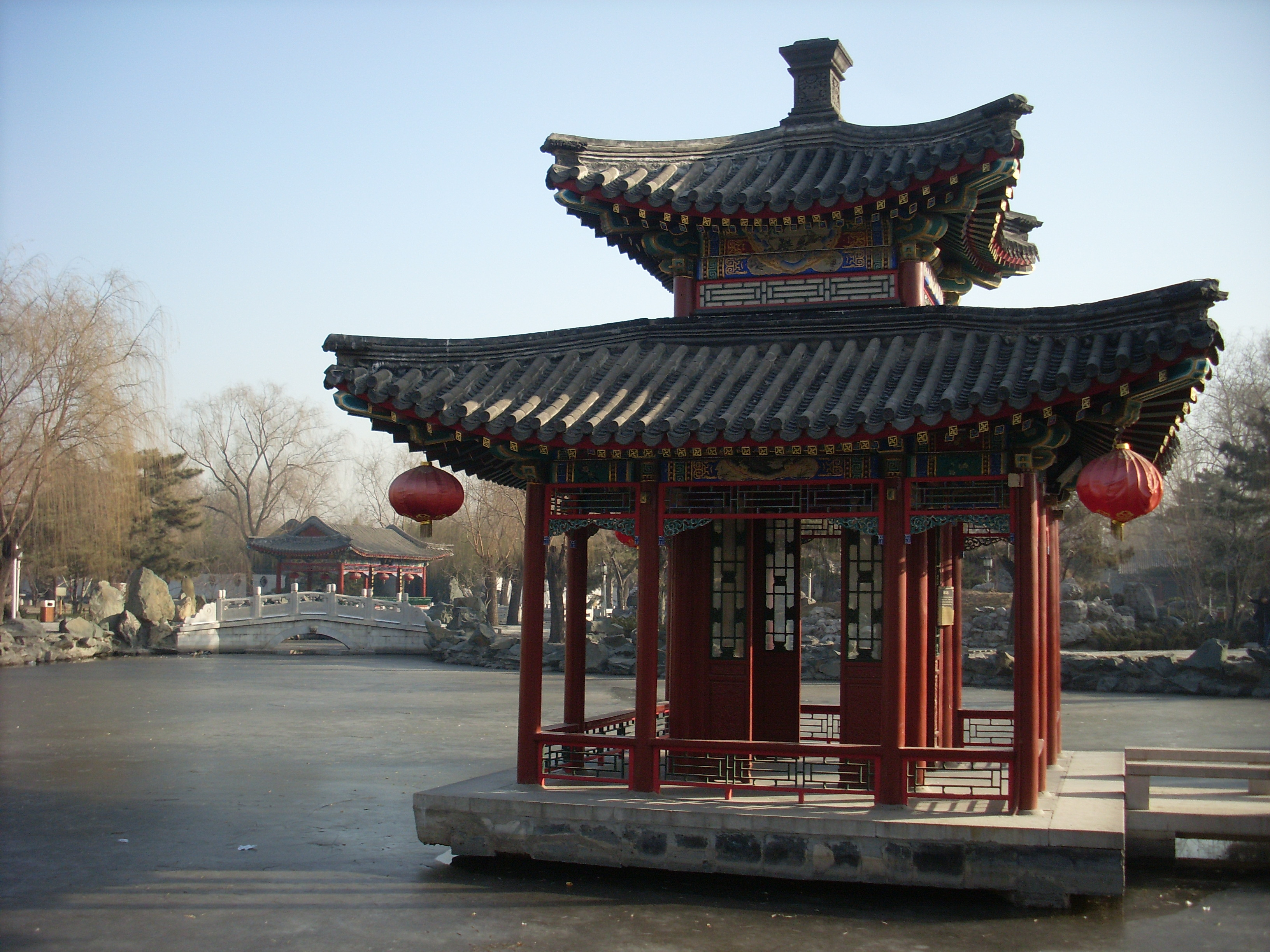
北京の大観園

大観園は、中国の長篇古典小説「紅楼夢」に登場する架空の中国庭園である。主人公賈宝玉の家が、皇帝の貴妃となった宝玉の姉・元春の帰省（省親）を迎えるにあたって巨万の富を傾けて造営したもので、船遊びが出来る池があり鳥獣を放し飼いにする庭があり園内の建物一つ一つがちょっとしたお屋敷レベルの広さを持つほどの広大な規模を誇り、賈家の栄華の象徴である（もっとも、この造営・維持の費用は賈家の財政に大きな負担となった）。省親後は元春の意向で林黛玉・薛宝釵ら賈家の美少女たちと主人公賈宝玉がこの園内に住むことになる。
北京と上海に実際の庭園として再現した施設があり、「紅楼夢」ファンの人気を集めている。
日本語訳版では、平凡社ライブラリー版の2巻に図面が収録されている。

## 主な建物
- 瀟湘館　林黛玉住居。
- 秋爽斎　賈探春住居。
- 蓼風軒　賈惜春住居。
- 紫菱洲　賈迎春住居。
- 大観楼　正門と正対する位置に設けられた大楼閣。
- 怡紅院　賈宝玉住居。
- 蘅蕪苑　薛宝釵住居。
- 櫳翠庵　妙玉住居。
- 稲香村　李紈住居。